# Isla dos Marinheiros

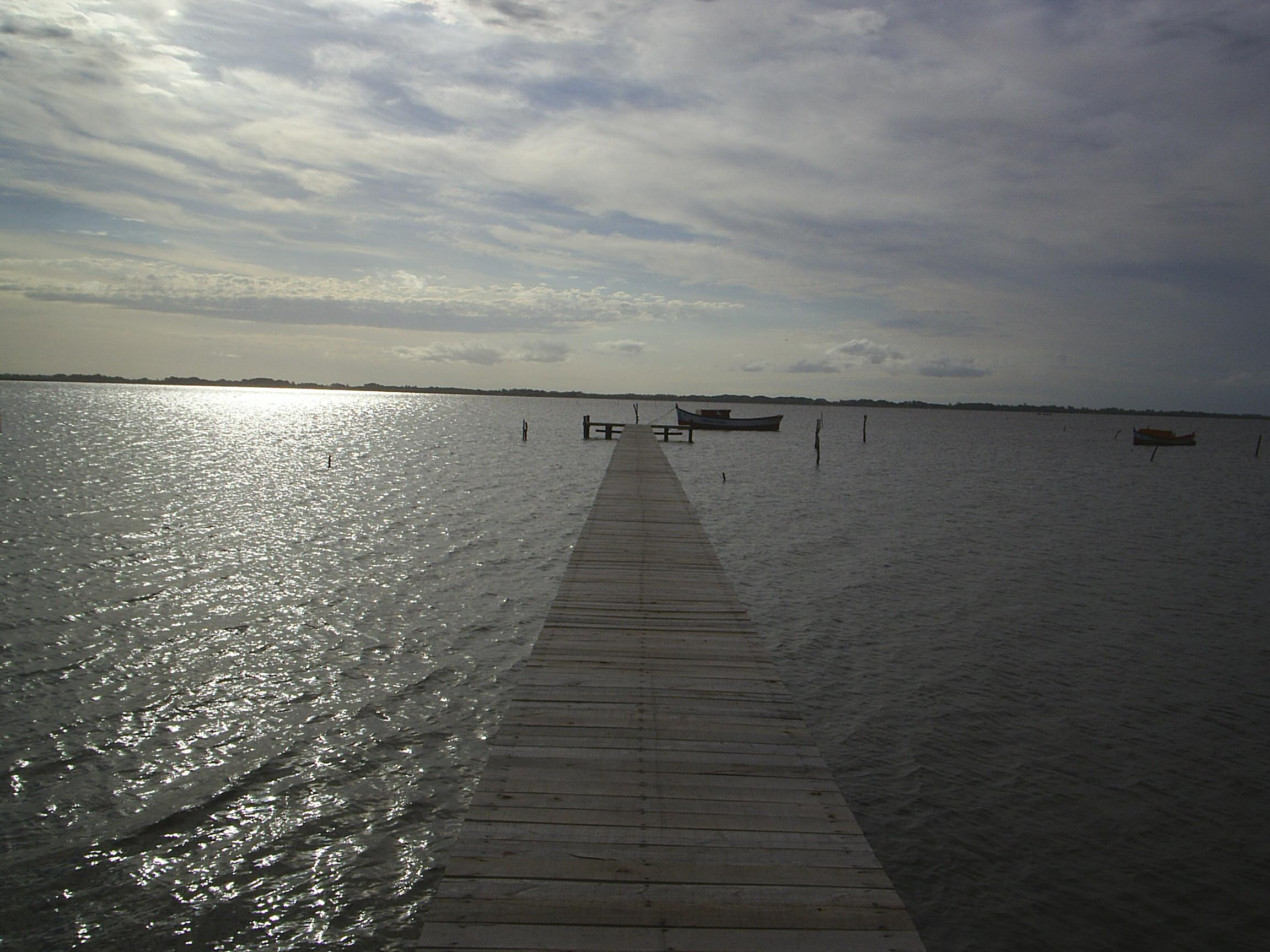
Muelle en Ilha dos Marinheiros - La isla más grande de la Laguna de los Patos, en el municipio de Río Grande.

Ilha dos Marinheiros (Español:  Isla de los Marineros — ['iʎɘ dus maɾi'ɲejɾus], localmente) es una isla situada en el sur de la laguna de los Patos, perteneciente al municipio de Río Grande, estado de Río Grande del Sur, Brasil, localizada en la margen oeste de la laguna, a 32°0′0″ de latitud sur y 52° 09' 00" de longitud oeste, con un área total de 39,28 km². La isla está a 1,5 km del continente, en su punto más cercano. Tiene 1324 habitantes (2000), la gran mayoría de origen portugués.

## Historia
La isla es considerada patrimonio de la ciudad de Río Grande por la preservación de valores, heredados de la cultura de los portugueses, que colonizaran el lugar. Antes de la llegada de los primeros colonizadores portugueses, las tierras de Ilha dos Marinheiros fueran ocupadas por indígenas. De acuerdo con vestigios encontrados en la isla, los grupos indígenas eran: minuanes, charrúas y guaraníes.
La importancia de esta isla empezó en los primordios de la fundación de la ciudad de Río Grande, cuando forneció agua, leña y madera para las fortalezas y los colonizadores de Vila do Rio Grande de São Pedro (Villa de Río Grande de San Pedro). En el pasado, la isla abastecía todo el comercio de la ciudad de Río Grande y cercanías, actualmente produciendo cerca de 80% de las hortalizas consumidas en Río Grande.
El 1845, la isla recibió el emperador Pedro II de Brasil.

## Geografía
La isla es la mayor y más fértil de la Laguna de los Patos. Cerca de las márgenes, la profundidad de la laguna es de menos de uno metro. En la parte sudoeste, hay una estrecha faja cubierta por vegetación heterogénea hacia el límite del anillo de dunas.
Esta isla se formó a partir de la progresiva acumulación de sedimentos de origen fluvio-lacustre y su paisaje natural presenta tres aspectos distintos: las márgenes, el área de dunas elevadas y el interior (depresión en relación con las dunas). De los límites de la cadena de dunas al interior de la isla, hay un gran escenario de lagos, dunas, pinares y arbustos. La cadena de dunas cubre una extensión del nordeste hacia el noroeste a pocos metros de la faja descrita. Son dunas altas formadas por granos de cuarzo eólico en su fase erosiva, actualmente con una vegetación más densa, por cuenta de la reforestación realizada por empresas privadas. Hay una depresión, en la isla, que forma muchos lagos en el invierno, que secan casi completamente en el verano. 
Es considerada la parte más fértil del municipio de Río Grande y ya fue el más importante centro agrícola de producción de legumbres, frutas y fabricación de vinos, que abastecían a la ciudad y a la exportación en larga escala.
El clima de la isla es subtropical o templado (Cfa), con veranos cálidos, inviernos frescos y precipitaciones bien distribuidas a lo largo del año. Los veranos registran medias de aproximadamente 22 °C, y los inviernos, medias de 13 °C. La temperatura media anual es de 17,6 °C y la precipitación media es de 1.200 mm anuales.